# Lotus 51
La Lotus 51 est une monoplace de type Formule Ford du constructeur britannique Lotus, apparue en 1967 pour le lancement de cette série.
Le châssis est dérivé de celui de la Lotus 31 de Formule 3 amélioré. C'est donc un dérivé de la Lotus 20 de Formule Junior.
Les mécaniques sont prélevées sur les voitures routières Ford Cortina (Royaume-Uni) en version 1 500 cm3 de 80 ch puis 1 599 cm3 de 100 ch et font l'objet d'une légère préparation.
La 51 rencontra un succès très enviable sur les circuits et un succès commercial puisque 218 exemplaires furent fabriquées.
La Lotus 61 la remplacera en 1969